# Quel maledetto treno blindato
Quel maledetto treno blindato è un film di guerra del 1978, diretto da Enzo G. Castellari.

## Trama
Francia, 1944. Il disertore Basehart, il ladruncolo Nick Colasanti, l'assassino Canfield, il furbo ammutinato Tony e il tenente Yeager, arrestato per aver rifiutato di eseguire degli ordini che prevedevano l'uccisione, tra gli altri, di donne e bambini, sono soldati americani condannati alla fucilazione in un campo poco distante dalle Ardenne.
Durante il tragitto verso il campo si fora una gomma: Canfield e Basehart vengono chiamati a rimetterla a posto, ma il lavoro viene interrotto da un improvviso attacco aereo dei tedeschi. Il gruppo ne approfitta per darsi alla fuga verso la libertà. Yeager prende il comando del gruppo e decide di condurli verso la Svizzera, paese neutrale.
Durante il cammino, il gruppo si ferma in una fattoria disabitata nelle campagne francesi dove possono riposarsi. Mentre stanno mangiando, cede il piano superiore dell'edificio. Tra le balle di fieno sbuca un soldato tedesco, che viene subito bloccato dal gruppo. Questi spiega loro di essere in realtà un fuggitivo e di essere stato condannato a morte. Nonostante Canfield e Tony vogliano eliminarlo, Yeager preferisce tenerlo con sé in caso di eventuali attacchi da parte dei tedeschi. Più in là il gruppo incappa in un convoglio nazista e il soldato tedesco preso in ostaggio torna utile. Infatti grazie a lui, il gruppo finge di essere stato catturato e riesce a decimare il plotone.
Arrivati all'accampamento, Yeager consiglia di far parlare il soldato tedesco con i nuovi arrivati, ma ne nasce un equivoco che porta a un conflitto a fuoco: Yeager però si rende conto di aver sparato a un plotone di soldati americani travestiti da tedeschi, i quali dovevano portare a termine un'importante missione, come gli rivela poi il colonnello Buckner. A questo punto non resta altro da fare se non far eseguire la missione.
Intanto Basehart fa conoscenza della bella Nicole, un'infermiera francese della resistenza. Si presenta un altro problema, che consiste nella liberazione di Canfield, ora in mani nemiche. Yeager, Tony, Basehart e Nick assaltano il castello dei nazisti e lo recuperano. Dunque il gruppo, nuovamente riunito, assiste a una conferenza del colonnello Buckner, in cui questi espone il piano con il quale i soldati dovranno assediare un treno blindato tedesco contenente un prototipo dei missili V2.
Il piano è quello di far raggiungere al treno nemico un ponte, pronto per la detonazione. Ma sorgeranno degli imprevisti: Nick non riuscirà a contattare i suoi compagni perché la sua trasmittente si guasterà e lui perderà la vita in un disperato tentativo di avvisare i suoi amici; Berle morirà alla guida del treno e quando le speranze sembrano tutte in fumo sarà il gesto eroico del tenente Yeager a salvare le sorti della battaglia. Questi infatti si fa saltare in aria insieme al treno e ai missili, distruggendo il convoglio ferroviario e la stazione assediata dai nazisti.
Gli unici a salvarsi sono Canfield, che fugge per i campi della Francia, ferito, il colonnello Buckner e Tony, che riesce a ritornare da Nicole.

## Produzione
Il film venne intitolato, durante la fase di pre-produzione, Bastardi senza gloria. In seguito si optò per Quel maledetto treno blindato, ma il titolo di lavorazione restò comunque quello con cui il film è internazionalmente conosciuto, cioè Inglorious Bastards.
Durante le molteplici scene di battaglia, si possono vedere gli stessi attori morire più volte, perché nel montaggio finale, le scene furono inserite sotto diverse angolature.
Circa a metà lavorazione alla produzione furono sequestrate tutte le armi vere, modificate per sparare a salve, con la motivazione che potevano finire nelle mani dei terroristi (nel 1978 verrà sequestrato ed ucciso Aldo Moro). Dato che lo scarso budget impediva di ultimare il film all'estero, il regista Castellari fece realizzare delle copie delle armi con vari materiali a cui in fase di montaggio era aggiunto il rumore dello sparo.

## Influenza culturale
Il film è stato riscoperto dalla critica internazionale solo grazie ad alcune dichiarazioni di Quentin Tarantino, che sulla scia di Quel maledetto treno blindato ha girato un film di guerra intitolato Bastardi senza gloria ("Inglourious Basterds", omaggio al titolo con cui il film di Castellari è uscito nelle sale statunitensi, che è appunto The Inglorious Bastards). 

Il film di Tarantino non è comunque un remake di Quel maledetto treno blindato e presenta solo alcuni riferimenti alla pellicola di Castellari.